# Ministri delle finanze della Romania
Questo elenco comprende i ministri delle finanze della Romania e delle sue precedenti entità politiche, a partire dal 1862.

## Principato di Romania
- Alexandru C. Moruzi - 22 gennaio 1862 - 27 gennaio 1862
- Grigore Balș - 27 gennaio 1862 - 1 marzo 1862
- Alexandru Catargi - 11 marzo 1862 - 24 marzo 1862
- Teodor Ghica - 24 marzo 1862 - 12 luglio 1862
- Alexandru Cantacuzino - 12 luglio 1862 - 16 marzo 1863
- Constantin I. Iliescu - 16 marzo 1863 - 11 ottobre 1863
- Ludovic Steege - 11 ottobre 1863 - 21 gennaio 1865
- Nicolae Rosetti-Bălănescu - 21 gennaio 1865 - 26 gennaio 1865
- Ion Strat - 26 gennaio 1865 - 14 giugno 1865
- Nicolae Kretzulescu - 14 giugno 1865 - 30 gennaio 1866
- Ioan Oteteleșanu - 30 gennaio 1866 - 11 febbraio 1866
- Dimitrie A. Sturdza - 11 febbraio 1866 - 16 febbraio 1866
- Petre Mavrogheni - 16 febbraio 1866 - 10 maggio 1866
- Ion C. Brătianu - 11 maggio 1866 - 13 luglio 1866
- Petre Mavrogheni - 15 luglio 1866 - 21 febbraio 1867
- Alexandru Văsescu - 1 marzo 1867 - 4 agosto 1867
- Ludovic Steege - 17 agosto 1867 - 1 ottobre 1867
- Grigore Arghiropol - 1 ottobre 1867 - 27 ottobre 1867
- Ion C. Brătianu - 27 ottobre 1867 - 16 novembre 1868
- Alexandru G. Golescu - 16 novembre 1868 - 27 gennaio 1870
- Ioan A. Cantacuzino - 2 febbraio 1870 - 30 marzo 1870
- Constantin Grădișteanu - 20 aprile 1870 - 14 dicembre 1870
- Dimitrie A. Sturdza - 18 dicembre 1870 - 11 marzo 1871
- Petre Mavrogheni - 11 marzo 1871 - 7 gennaio 1875
- Gheorghe Grigore Cantacuzino - 7 gennaio 1875 - 30 gennaio 1876
- Ion Strat - 30 gennaio 1876 - 31 marzo 1876
- Christian Tell - 4 aprile 1876 - 26 aprile 1876
- Ion C. Brătianu - 27 aprile 1876 - 27 gennaio 1877
- Dimitrie A. Sturdza - 27 gennaio 1877 - 21 febbraio 1877
- Ion C. Brătianu - 21 febbraio 1877 - 20 agosto 1877
- Ion Câmpineanu - 20 agosto 1877 - 25 novembre 1878
- Dimitrie A. Sturdza - 25 novembre 1878 - 16 febbraio 1880
- Ion C. Brătianu - 16 febbraio 1880 - 25 febbraio 1880
- Ion Câmpineanu - 25 febbraio 1880 - 15 luglio 1880
- Ion C. Brătianu - 15 luglio 1880 - 5 aprile 1881
- Nicolae Dabija - 10 aprile 1881 - 11 aprile 1881

## Regno di Romania
- Dimitrie A. Sturdza - 11 aprile 1881 - 8 giugno 1881
- Ion C. Brătianu - 9 giugno 1881 - 1 dicembre 1881
- Gheorghe Chițu - 1 dicembre 1881 - 25 gennaio 1882
- Gheorghe Lecca - 25 gennaio 1882 - 30 agosto 1885
- Constantin Nacu - 13 settembre 1885 - 1 marzo 1888
- Dimitrie A. Sturdza - 1 marzo 1888 - 20 marzo 1888
- Menelas Ghermani - 23 marzo 1888 - 26 marzo 1889
- George D. Vernescu - 29 marzo 1889 - 3 novembre 1889
- Menelas Ghermani - 5 novembre 1889 - 15 febbraio 1891
- George D. Vernescu - 21 febbraio 1891 - 25 novembre 1891
- Alexandru B. Știrbei - 27 novembre 1891 - 18 dicembre 1891
- Menelas Ghermani - 18 dicembre 1891 - 3 ottobre 1895
- Gheorghe Cantacuzino-Râfoveanu - 4 ottobre 1895 - 13 marzo 1897
- Vasile Lascăr - 13 marzo 1897 - 26 marzo 1897
- Gheorghe Cantacuzino-Râfoveanu - 31 marzo 1897 - 1 ottobre 1898
- George D. Pallade - 1 ottobre 1898 - 30 marzo 1899
- Gheorghe Manu - 11 aprile 1899 - 9 gennaio 1900
- Take Ionescu - 9 gennaio 1900 7 luglio 1900
- Petre P. Carp - 7 luglio 1900 - 13 febbraio 1901
- George D. Pallade - 14 febbraio 1901 - 9 gennaio 1902
- Dimitrie A. Sturdza - 9 gennaio 1902 - 18 luglio 1902
- Emil Costinescu - 18 luglio 1902 - 20 dicembre 1904
- Take Ionescu - 22 dicembre 1904 - 12 marzo 1907
- Emil Costinescu - 12 marzo 1907 - 15 dicembre 1910
- Petre P. Carp - 29 dicembre 1910 - 28 marzo 1912
- Theodor Rosetti - 28 marzo 1912 - 14 ottobre 1912
- Alexandru Marghiloman - 14 ottobre 1912 - 31 dicembre 1913
- Emil Costinescu - 4 gennaio 1914 - 11 dicembre 1916
- Victor Antonescu - 11 dicembre 1916 - 10 luglio 1917
- Nicolae Titulescu - 10 luglio 1917 - 26 gennaio 1918
- Fotin Enescu - 29 gennaio 1918 - 27 febbraio 1918
- Mihail Seulescu - 6 marzo 1918 - 4 settembre 1918
- Constantin C. Arion - 4 settembre 1918 - 24 ottobre 1918
- Fotin Enescu - 24 ottobre 1918 - 29 ottobre 1918
- Oscar Kiriacescu - 29 ottobre 1918 - 12 settembre 1919
- Ioan Popescu - 27 settembre 1919 - 6 ottobre 1919
- Ion Angelescu - 6 ottobre 1919 - 28 novembre 1919
- Aurel Vlad - 1 dicembre 1919 - 23 febbraio 1920
- Mihai Popovici - 23 febbraio 1920 - 13 marzo 1920
- Constantin Argetoianu - 13 marzo 1920 - 13 giugno 1920
- Nicolae Titulescu - 13 giugno 1920 - 13 dicembre 1921
- Take Ionescu - 17 dicembre 1921 - 17 gennaio 1922
- Vintilă Brătianu - 19 gennaio 1922 - 27 marzo 1926
- Ion Lapedatu - 30 marzo 1926 - 19 marzo 1927
- Alexandru Averescu - 19 marzo 1927 - 4 giugno 1927
- Barbu A. Știrbey - 4 giugno 1927 - 6 giugno 1927
- Mihai Popovici - 6 giugno 1927 - 20 giugno 1927
- Vintilă Brătianu - 22 giugno 1927 - 3 novembre 1928
- Mihai Popovici - 10 novembre 1928 - 15 ottobre 1929
- Iuliu Maniu - 15 ottobre 1929 - 26 ottobre 1929
- Virgil Madgearu - 26 ottobre 1929 - 7 giugno 1930
- Ion Răducanu - 7 giugno 1930 - 8 giugno 1930
- Mihai Popovici - 13 giugno 1930 - 4 aprile 1931
- Constantin Argetoianu - 18 aprile 1931 - 31 maggio 1932
- Gheorghe Mironescu - 6 giugno 1932 - 17 ottobre 1932
- Virgil Madgearu - 20 ottobre 1932 - 9 novembre 1933
- Constantin I.C.(Dinu) Brătianu - 14 novembre 1933 - 3 gennaio 1934
- Victor Slăvescu - 5 gennaio 1934 - 1 febbraio 1935
- Victor Antonescu - 1 febbraio 1935 - 29 agosto 1936
- Mircea Cancicov - 29 agosto 1936 - 28 dicembre 1937
- Eugen Savu - 28 dicembre 1937 - 10 febbraio 1938
- Mircea Cancicov - 10 febbraio 1938 - 1 febbraio 1939
- Mitiță Constantinescu - 1 febbraio 1939 - 4 luglio 1940
- Gheorghe N. Leon - 4 luglio 1940 - 14 settembre 1940
- George Cretzianu - 14 settembre 1940 - 27 gennaio 1941
- Nicolae N. Stoenescu - 27 gennaio 1941 - 25 settembre 1942
- Alexandru D. Neagu - 25 settembre 1942 - 1 aprile 1944
- Gheron Netta - 1 aprile 1944 - 23 agosto 1944
- Gheorghe Potopeanu - 23 agosto 1944 - 13 ottobre 1944
- Constantin Sănătescu - 13 ottobre 1944 - 4 novembre 1944
- Mihail Romniceanu - 4 novembre 1944 - 28 febbraio 1945
- Dumitru Alimănișteanu - 6 marzo 1945 - 11 aprile 1945
- Mircea Duma - 11 aprile 1945 - 24 agosto 1945
- Alexandru Alexandrini - 23 agosto 1945 - 7 novembre 1947

## Repubblica Socialista di Romania
- Vasile Luca - 7 novembre 1947 - 9 marzo 1952
- Dumitru Petrescu - 9 marzo 1952 - 3 ottobre 1955
- Manea Mănescu - 3 ottobre 1955 - 19 marzo 1957
- Aurel Vijoli - 19 marzo 1957 - 16 luglio 1968
- Virgil Pîrvu - 16 luglio 1968 - 19 agosto 1969
- Florea Dumitrescu - 19 agosto 1969 - 7 marzo 1978
- Paul Niculescu-Mizil - 7 marzo 1978 - 30 marzo 1981
- Petre Gigea - 30 marzo 1981 - 26 agosto 1986
- Alexandru Babe - 26 agosto 1986 - 7 dicembre 1987
- Gheorghe Paraschiv - 7 dicembre 1987 - 28 marzo 1989
- Ion Pățan - 28 marzo 1989 - 22 dicembre 1989

## Romania dal 1989
Tra il 30 aprile 1991 e il 19 novembre 1992 e tra il 5 aprile 2007 e il 22 dicembre 2008 il dicastero delle finanze è stato unificato con quello dell'economia. Per la lista dei ministri dell'economia al di fuori di tali periodi, vedi Ministri dell'economia della Romania.
| Ministro                                                                                                   | Ministro         | Ministro                         | Partito                                                                              | Governo                                           | Mandato           | Mandato          | Leg.        |
| Ministro                                                                                                   | Ministro         | Ministro                         | Partito                                                                              | Governo                                           | Inizio            | Fine             | Leg.        |
| --- | ---------------- | -------------------------------- | ------------------------------------------------------------------------------------ | ------------------------------------------------- | ----------------- | ---------------- | ----------- |
| Finanze pubbliche (Ministerul finanțelor publice)                                                          |                  |                                  |                                                                                      |                                                   |                   |                  |             |
| |                  | Ion Pățan (1926)                 | Fronte di Salvezza Nazionale                                                         | Governo Roman I                                   | 26 dicembre 1989  | 28 giugno 1990   | Provvisoria |
| Finanze (Ministerul de finanțe) Dal 30 aprile 1991 Economia e finanze (Ministerul economiei și finanțelor) |                  |                                  |                                                                                      |                                                   |                   |                  |             |
| |                  | Theodor Stolojan (1943)          | Indipendente                                                                         | Governo Roman II                                  | 28 giugno 1990    | 30 aprile 1991   | I           |
| |                  | Eugen Dijmărescu (1948)          | Fronte di Salvezza Nazionale                                                         | Governo Roman II                                  | 30 aprile 1991    | 16 ottobre 1991  | I           |
| |                  | George Danielescu (1949)         | Partito Nazionale Liberale                                                           | Governo Stolojan                                  | 16 ottobre 1991   | 19 novembre 1992 | I           |
| Finanze (Ministerul finanțelor)                                                                            |                  |                                  |                                                                                      |                                                   |                   |                  |             |
| |                  | Florin Georgescu (1953)          | Fronte Democratico di Salvezza Nazionale Partito della Democrazia Sociale di Romania | Governo Văcăroiu                                  | 19 novembre 1992  | 12 dicembre 1996 | II          |
| |                  | Mircea Ciumara (1943-2012)       | Partito Nazionale Contadino Cristiano Democratico                                    | Governo Ciorbea                                   | 12 dicembre 1996  | 5 dicembre 1997  | III         |
| |                  | Daniel Dăianu (1952)             | Indipendente                                                                         | Governo Ciorbea                                   | 5 dicembre 1997   | 17 aprile 1998   | III         |
| Governo Vasile                                                                                             | 17 aprile 1998   | Daniel Dăianu (1952)             | Indipendente                                                                         | 23 settembre 1998                                 |                   |                  | III         |
| Governo Vasile                                                                                             |                  |                                  | Decebal Traian Remeș (1949-2020)                                                     | Partito Nazionale Contadino Cristiano Democratico | 23 settembre 1998 | 22 dicembre 1999 | III         |
| Governo Isărescu                                                                                           | 22 dicembre 1999 | 28 dicembre 2000                 | Decebal Traian Remeș (1949-2020)                                                     | Partito Nazionale Contadino Cristiano Democratico |                   |                  | III         |
| Finanze pubbliche (Ministerul finanțelor publice)                                                          |                  |                                  |                                                                                      |                                                   |                   |                  |             |
| |                  | Mihai Tănăsescu (1956)           | Partito della Democrazia Sociale di Romania Partito Social Democratico               | Governo Năstase                                   | 28 dicembre 2000  | 29 dicembre 2004 | IV          |
| |                  | Ionuț Popescu (1964)             | Partito Nazionale Liberale                                                           | Governo Tăriceanu I                               | 29 dicembre 2004  | 22 agosto 2005   | V           |
| |                  | Sebastian Vlădescu (1958)        | Partito Nazionale Liberale                                                           | Governo Tăriceanu I                               | 22 agosto 2005    | 5 aprile 2007    | V           |
| Economia e finanze (Ministerul economiei și finanțelor)                                                    |                  |                                  |                                                                                      |                                                   |                   |                  |             |
| |                  | Varujan Vosganian (1958)         | Partito Nazionale Liberale                                                           | Governo Tăriceanu II                              | 5 aprile 2007     | 22 dicembre 2008 | V           |
| Finanze pubbliche (Ministerul finanțelor publice)                                                          |                  |                                  |                                                                                      |                                                   |                   |                  |             |
| |                  | Gheorghe Pogea (1955)            | Partito Democratico Liberale                                                         | Governo Boc I                                     | 22 dicembre 2008  | 23 dicembre 2009 | VI          |
| |                  | Sebastian Vlădescu (1958)        | Partito Democratico Liberale                                                         | Governo Boc II                                    | 23 dicembre 2009  | 3 settembre 2010 | VI          |
| |                  | Gheorghe Ialomițianu (1959)      | Partito Democratico Liberale                                                         | Governo Boc II                                    | 3 settembre 2010  | 9 febbraio 2012  | VI          |
| |                  | Bogdan Drăgoi (1980)             | Partito Democratico Liberale                                                         | Governo Ungureanu                                 | 9 febbraio 2012   | 7 maggio 2012    | VI          |
| |                  | Florin Georgescu (1953)          | Indipendente                                                                         | Governo Ponta I                                   | 7 maggio 2012     | 21 dicembre 2012 | VI          |
| |                  | Daniel Chițoiu (1967)            | Partito Nazionale Liberale                                                           | Governo Ponta II                                  | 21 dicembre 2012  | 19 febbraio 2014 | VII         |
| |                  | Victor Ponta (ad interim) (1972) | Partito Social Democratico                                                           | Governo Ponta II                                  | 19 febbraio 2014  | 5 marzo 2014     | VII         |
| |                  | Ioana Petrescu (1980)            | Indipendente                                                                         | Governo Ponta III                                 | 5 marzo 2014      | 17 dicembre 2014 | VII         |
| |                  | Darius Vâlcov (1977)             | Partito Social Democratico                                                           | Governo Ponta IV                                  | 17 dicembre 2014  | 15 marzo 2015    | VII         |
| |                  | Victor Ponta (ad interim) (1972) | Partito Social Democratico                                                           | Governo Ponta IV                                  | 15 marzo 2015     | 30 marzo 2015    | VII         |
| |                  | Eugen Teodorovici (1971)         | Partito Social Democratico                                                           | Governo Ponta IV                                  | 30 marzo 2015     | 17 novembre 2015 | VII         |
| |                  | Anca Paliu (1972)                | Indipendente                                                                         | Governo Cioloș                                    | 17 novembre 2015  | 4 gennaio 2017   | VII         |
| |                  | Viorel Ștefan (1954)             | Partito Social Democratico                                                           | Governo Grindeanu                                 | 4 gennaio 2017    | 29 giugno 2017   | VIII        |
| |                  | Ionuț Mișa (1975)                | Partito Social Democratico                                                           | Governo Tudose                                    | 29 giugno 2017    | 29 gennaio 2018  | VIII        |
| |                  | Eugen Teodorovici (1971)         | Partito Social Democratico                                                           | Governo Dăncilă                                   | 29 gennaio 2018   | 4 novembre 2019  | VIII        |
| |                  | Florin Cîțu (1972)               | Partito Nazionale Liberale                                                           | Governo Orban I                                   | 4 novembre 2019   | 14 marzo 2020    | VIII        |
| Governo Orban II                                                                                           | 14 marzo 2020    | Florin Cîțu (1972)               | Partito Nazionale Liberale                                                           | 23 dicembre 2020                                  |                   |                  | VIII        |
| Finanze (Ministerul de finanțe)                                                                            |                  |                                  |                                                                                      |                                                   |                   |                  |             |
| |                  | Alexandru Nazare (1980)          | Partito Nazionale Liberale                                                           | Governo Cîțu                                      | 23 dicembre 2020  | 8 luglio 2021    | IX          |
| |                  | Florin Cîțu (ad interim) (1972)  | Partito Nazionale Liberale                                                           | Governo Cîțu                                      | 8 luglio 2021     | 18 agosto 2021   | IX          |
| |                  | Dan Vîlceanu (1979)              | Partito Nazionale Liberale                                                           | Governo Cîțu                                      | 18 agosto 2021    | 25 novembre 2021 | IX          |
| |                  | Adrian Câciu (1974)              | Partito Social Democratico                                                           | Governo Ciucă                                     | 25 novembre 2021  | 15 giugno 2023   | IX          |
| |                  | Marcel Boloș (1968)              | Partito Nazionale Liberale                                                           | Governo Ciolacu I                                 | 15 giugno 2023    | 23 dicembre 2024 | IX          |
| |                  | Barna Tánczos (1976)             | Unione Democratica Magiara di Romania                                                | Governo Ciolacu II                                | 23 dicembre 2024  | In carica        | X           |